# Caríceides
Caríceides (Charicieides, Karikieídes, Χαρικλείδης) fou un escriptor grec de la nova comèdia, de data incerta. Ateneu esmenta una de les seves obres titulada "La cadena" (Ἅλυσις).